# Europejskie Forum Siedliskowe
Europejskie Forum Siedliskowe (European Habitats Forum, EHF) – europejska sieć organizacji ekologicznych, z siedzibą w Brukseli, zajmujących się ochroną przyrody, zaangażowana w szczególności we współpracę z Komisją Europejską w zakresie wdrażania sieci obszarów Natura 2000. Przedstawiciel EHF bierze udział w roli "adwokata przyrody" w procedurze Seminarium Biogeograficznego.